# Klaas Kloosterboer
Klaas Kloosterboer (Schermer, 5 juli 1959) is een Nederlandse beeldhouwer, installatiekunstenaar, schilder, videokunstenaar, tekenaar en fotograaf.

## Biografie
Van 1977-1979 volgt Kloosterboer de lerarenopleiding De Witte Lelie in Amsterdam, maar stapt na twee jaar over naar de Rijksacademie van beeldende kunsten in Amsterdam en maakt deze opleiding af in 1983. Hij woont en werkt in Amsterdam.

## Werk

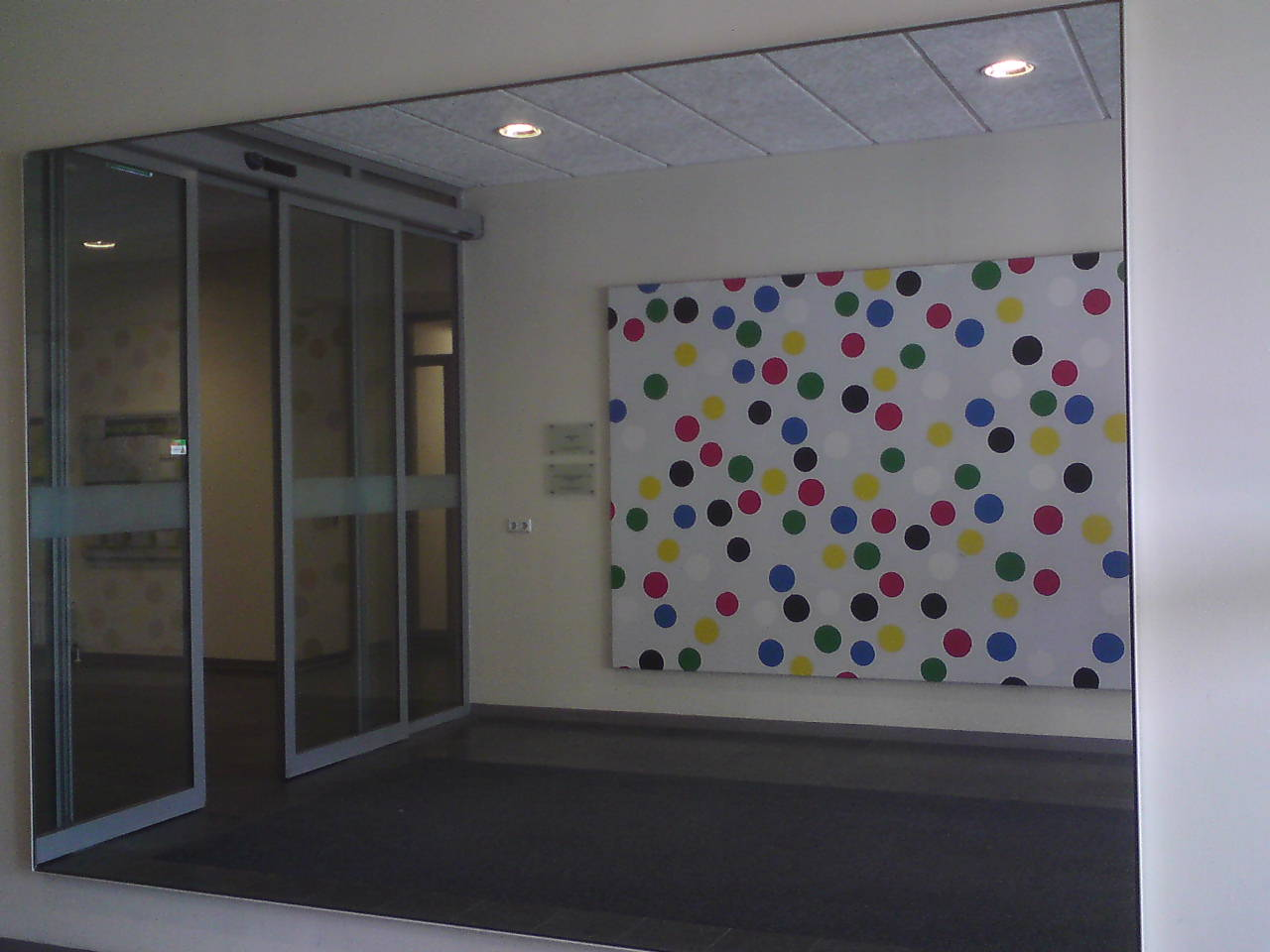
Klaas Kloosterboer, Bolletjeswand, jaar onbekend, Westfriesgasthuis Hoorn: ingang Stationszijde

Kloosterboer maakt abstracte schilderijen, maar beperkt zich niet tot het beschilderen van canvas. Ook objecten maakt hij tot drager en/of verwerkt deze in installaties. Terugkerende vorm in zijn werk zijn cirkels of stippen. Hij perforeert zijn doeken vaak. Kloosterboer werkt als een onderzoeker en uitvinder.
Werk van Klaas Kloosterboer is o.a. in het bezit van Schunck te Heerlen, het Museum Boijmans van Beuningen te Rotterdam, het Centraal Museum te Utrecht en het Stedelijk Museum te Amsterdam. Verder zijn werken van hem te vinden in privécollecties in Noorwegen, IJsland, Nederland, Duitsland en België.

## Exposities (selectie)
- 1992 Dumb Painting, Centraal Museum te Utrecht
- 2003 Ballast, Badischer Kunstverein te Karlruhe, Duitsland
- 2009 Pulp Machineries, Suðsuðvestur, Reykjanesbaer - Reykjavik Arts Festival 2009, IJsland
- 2013 XXXL Painting, Onderzeebootloods te Rotterdam

## Monografieën
- 1990 Klaas Kloosterboer, The Bifrons Publisher/Galerie van Gelder, Amsterdam, texts by Robert-Jan Muller and Kees van Gelder
- 2002 Ritual of occupation/Ritueel van bezetting, Galerie Van Gelder/The Bifrons Publisher, Amsterdam
- 2003 Shivering emotions + feverish feelings, Badischer Kunstverein, Karlsruhe
- 2004 Vormen van schilderkunst - conflikt en weerstand, Stadsgalerij, Heerlen
- 2008 Trennung, Galerie Barbara Oberem, Bonn
- 2010 At the studio, Ellen de Bruijne Projects / Galerie van Gelder, Amsterdam